# Asterodon
Asterodon is een geslacht van schimmels behorend tot de familie Hymenochaetaceae. De typesoort is Asterodon ferruginosus.

## Soorten
Volgens Index Fungorum telt het geslacht drie soorten (peildatum januari 2022):
| Soortnaam              | Auteur(s)                     | Publicatiejaar |
| ---------------------- | ----------------------------- | -------------- |
| Asterodon albus        | Rick                          | 1959           |
| Asterodon ferruginosus | Pat.                          | 1894           |
| Asterodon tomentosus   | (Schrad. ex J. Schröt.) Bres. | 1925           |